# 山下克明
山下 克明（やました　かつあき、1952年-　）は、日本史学者。
千葉県生まれ。青山学院大学文学部史学科卒業、同大学大学院文学研究科博士課程単位取得退学。1997年「平安時代の宗教文化と陰陽道」で青山学院大学　博士（歴史学）。大東文化大学東洋研究所兼任研究員。

## 著書
- 『平安時代の宗教文化と陰陽道』岩田書院 1996
- 『陰陽道の発見』日本放送出版協会 NHKブックス 2010
- 『平安時代陰陽道史研究』思文閣出版、2015
- 『平安貴族社会と具注暦 日記で読む日本史2』臨川書店、2017
- 『陰陽道 術数と信仰の文化』臨川書店、2022

### 監修
- 『図説安倍晴明と陰陽道』監修 大塚活美,読売新聞大阪本社編 河出書房新社 ふくろうの本 2004

## 注
1. ↑  『陰陽道の発見』著者紹介